# Madman Across the Water (brano musicale)
Madman Across the Water è una canzone scritta ed interpretata da Elton John; il testo è di Bernie Taupin. Proviene dall'omonimo album Madman Across the Water del 1971 ed è inoltre inserita nell'album "Tumbleweed Connection".

## Il testo e la melodia
Il testo potrebbe avere numerosi significati, ma possiede anche delle parti oscure. Il titolo della canzone significa letteralmente Pazzo sull'acqua, e il protagonista effettivamente sembra esserlo, come si nota nei primi versi. Poi, però, si lascia andare a delle riflessioni dal significato oscuro, che potrebbero essere ricondotte a particolari descrizioni della società umana. La melodia segue il filone del testo, ha una lunga parte strumentale e gli accordi di chitarra e pianoforte della intro sono ripetuti sovente e ossessivamente. Sono messi in evidenza quotati session men: Rick Wakeman, il chitarrista Chris Spedding, il batterista dei Pentangle Terry Cox, il bassista Herbie Flowers e Diana Lewis al sintetizzatore. È considerato un brano di altissimo livello (come tutto l'album di provenienza) da larga parte della critica.

## La versione del 1970
Il brano era stato precedentemente registrato durante le session di Tumbleweed Connection (per poi essere escluso dall'album); questa versione era molto più lunga e metteva in evidenza Mick Ronson alla chitarra. 
È stata anche menzionata un'altra versione acustica, che mette in evidenza il chitarrista folk Michael Chapman.
La registrazione con Ronson fu distribuita ufficialmente nel 1991, su Rare Masters.

## Cover
La canzone ha ricevuto alcune cover, particolarmente degna di nota quella di Bruce Hornsby, inserita nel tribute album Two Rooms: Celebrating the Songs of Elton John & Bernie Taupin.